# Kashgar (Spiel)
Kashgar (Untertitel „Händler der Seidenstraße“) ist ein 2013 bei Kosmos erschienenes Kartenspiel von Gerhard Hecht für zwei bis vier Spieler ab 12 Jahren. Illustriert wurde das Spiel von Franz und Imelda Vohwinkel. Das Spiel ist das erste veröffentlichte Spiel des Autors, an dem er 10 Jahre arbeitete. Die Stadt Kaschgar im Westen Chinas war ein wichtiger Knotenpunkt der Seidenstraße.

## Inhalt
- 4 Spielertableaus
- 4 Mulimarker
- 4 Goldmarker
- 20 Gewürzmarker, je 4 in den Farben braun, pink, rot, schwarz und weiß
- 165 Spielkarten
  - 125 Personenkarten:
    - 13 Karten „Patriarch“ (Rückseite „Matriarchin“)
    - 12 Startkarten (Wert 0, 1, 2 oder 3 Siegpunkte)
    - 76 Standardkarten (Wert −1, 0, 1 oder 3 Siegpunkte, bzw. variable Anzahl von Siegpunkten)
    - 12 Sonderkarten (Wert 1, 2 oder 3 Siegpunkte)
    - 12 Zusatzkarten (für die Variante „Hauen und Stechen“, Wert −2, 1, 2 oder 3 Siegpunkte)

  - 40 Auftragskarten
    - 16 Kleinaufträge (Wert 2 oder 3 Siegpunkte)
    - 12 Großnaufträge (Wert 4, 5 oder 6 Siegpunkte)
    - 12 Spezialaufträge (Wert 1, 2 oder 3 Siegpunkte)
- Spielanleitung (8 Seiten in DIN-A4-Breite, mehrfarbig)

## Beschreibung
Die Spieler schlüpfen in die Rolle von Gewürzhändlern, die auf der Seidenstraße mit ihren Muli-Karawanen Ingwer, Nelken, Pfeffer, Stern-Anis und Zimt ein- und verkaufen. Jeder Spieler startet mit je 3 Einheiten Ingwer, Nelken, Pfeffer, Stern-Anis und Zimt sowie 3 Gold und 3 Mulis, die er auf seinem Spielertableau mit den entsprechenden Markern anzeigt. Zudem erhält jeder Spieler 3 Patriarchen und 3 zufällige Startkarten, mit denen er 3 Karawanen bildet, indem er die Startkarte etwas unter die Patriarchen-Karte schiebt. Die Standard- und Sonderkarten werden gemischt und als separate Nachziehstapel auf den Tisch gelegt. Die Auftragskarten  werden ebenfalls gemischt und vier Karten davon offen ausgelegt, der Rest bildet einen weiteren Nachziehstapel. Startspieler ist der Spieler, der die Startkarte mit dem niedrigsten Rang erhalten hat.
In jedem Zug kann ein Spieler entweder eine Karawanen-Aktion (beiger Texthintergrunde) oder eine Abschiedsaktion (hellroter Texthintergrund) der vordersten Karte einer seiner Karawanen durchführen bzw. passen. Wenn er eine Karawanen-Aktion durchführen will, muss er ggf. die entsprechenden Kosten der Aktion bezahlen und die Karte ans Ende derselben Karawane einreihen. Durch die Karawanen-Aktion kann er evtl. neue Karten erhalten, die er hinter die gerade genutzte Karte einreiht. Wenn er eine Abschiedsaktion nutzt, kommt die Karte aus dem Spiel, ansonsten wird diese wie eine Karawanen-Aktion behandelt. Passt er, muss er nur eine seiner vordersten Karten ans Ende einer Karawane einreihen. Dies kann sinnvoll sein um störenden Karte vor wichtigeren Karten zu entfernen. Durch Aktionen kann er an Gold, Mulis, Gewürze oder Aufträge kommen, durch die er beim Erfüllen Siegpunkte erhalten kann. Um Aufträge zu erfüllen, werden unterschiedliche Mengen an Gewürzen, Gold und/oder Mulis benötigt, die abgegeben werden. Zudem benötigen die meisten Aufträge eine Mindestanzahl von Mulis, die vorhanden sein müssen. Zu den Siegpunkten durch Aufträge kommen die evtl. auf den Personenkarten vorhandenen Siegpunkte. Die Siegpunkte Bauern hängen von ihren Getreidefeldern (Spezialaufträge) ab.
Sobald ein Spieler 25 Siegpunkte hat, wird die Runde zu Ende gespielt und der Spieler gewinnt, der dann die meisten Siegpunkte hat.

### Variante „Hauen und Stechen“
Durch die Variante gibt es mehr Interaktionen mit den Mitspielern, indem in ihren Karawanen die vordersten Karten ans Ende wandern, neue Karten hinzukommen oder die Bestände der Mitspieler an Gold und Mulis verändert werden. Dazu werden die Zusatzkarten mit den Standardkarten vermischt.

## Auszeichnungen
- 5. Platz beim À-la-carte-Kartenspielpreis 2014[1]